# Karabah
Karabah (armeană Ղարաբաղ Gharabagh; azeră Qarabağ) este o regiune geografică situată în Armenia de est și Azerbaidjanul de sud-vest, întinzându-se de la lanțul muntos Caucazul Mic spre șesurile dintre râurile Kura și Aras.
Este în mod convențional împărțit în trei regiuni: Platoul Karabah (Arțahul istoric⁠(d), care cuprinde cea mai mare parte a actualului Nagorno-Karabah), Șesul Karabah (stepele dintre râurile Kura și Aras) și versanții estici ai Munților Zangezur⁠(d) (cam prin provinciile Syunik și Kașatag⁠(d)).